# بطانية

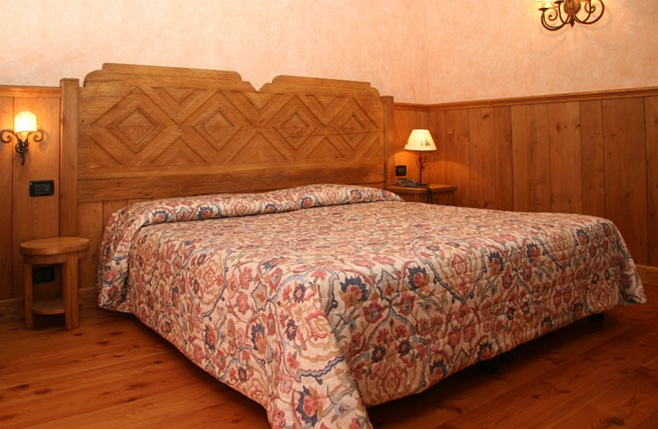
بطانية مفروشة على سرير.

البطّانية (الجمع: بطَّانيَّات، بَطاطِين) أو الدِثار هي نسيج سميك من الصوف، أو خامة سميكة أخرى، تستخدم للتدفئة والوقاية من البرد، وخاصة غطاءً عند النوم في البرد، وصناعتها من أبرز الصناعات التقليدية التونسية في منطقة الوسط الغربي.
التسمية جائت من الفعل بطّن، وبطن الشيء أي أخفاه، واستبطن الأمر عف باطنه، وأبطن الثوب أي جعل له بطانة.